# Abbaye de Melrose
L’abbaye de Melrose, située à Melrose en Écosse a été fondée en 1136 par des moines cisterciens venus de l'abbaye de Clairvaux (France) à la demande du roi David Ier, roi d’Écosse. Aujourd’hui l’abbaye est sous la tutelle de l’organisme Historic Scotland.
L’aile est de l’abbaye a été achevée en 1146, les autres parties de l’édifice ayant été ajoutées dans les 50 années qui ont suivi. L’abbaye est construite sous la forme d’une croix de Saint-Jean (un style architectural gothique). La plupart des bâtiments sont aujourd'hui en ruines. Cependant une partie, datant de 1590, est toujours debout et est devenue un musée ouvert au public.
Alexandre II et les autres rois écossais sont enterrés à l’abbaye de Melrose. Le cœur embaumé de Robert le Bruce serait également enterré dans l’abbaye. En 1812, un cercueil de pierre qui serait celui de Michel Scot, le philosophe et « magicien » a été retrouvé dans la partie sud du chœur de l’abbaye.
L’abbaye est réputée pour ses nombreux détails décoratifs gravés dans la pierre, tels que des saints, des dragons, des gargouilles, ou encore des plantes. Sur une des escaliers de l’édifice est gravé cette inscription de John Morrow, un maître maçon, qui dit : « Be Halde to ye hende » (« garde à l’esprit, la fin, ton salut »). Cette phrase est devenue la devise de la ville de Melrose.

## Histoire
Il y avait depuis le VIe siècle un monastère dédié à saint Aidan à environ 3 kilomètres à l’est de l’actuelle abbaye. La première fut détruite par Kenneth Ier d'Écosse en 839.
David Ier, roi d’Écosse souhaitait qu’une nouvelle abbaye soit rebâtie sur le même site que la précédente, mais les moines cisterciens insistèrent sur le fait que la terre n’était pas assez fertile et l’actuel site fut donc choisi. L’abbaye devient alors le siège de l’ordre cistercien en Écosse.
En 1385, l’abbaye est incendié par les troupes de Richard II d’Angleterre. L’abbaye est reconstruite tout au long du siècle suivant – la construction n’étant toujours pas achevée lors de la visite de Jacques IV d'Écosse en 1504.
En 1544, alors que les armées anglaises dévastent l’Écosse pour faire pression sur les écossais afin de permettre le mariage en Marie Stuart et le fils de Henri VIII, l’abbaye est de nouveau sérieusement endommagée. Elle ne sera jamais complètement restaurée. Cette période mènera l’abbaye à son déclin. Le dernier abbé de Melrose est James Stuart (fils de Jacques V), mort en 1559. En 1590, le dernier moine de Melrose meurt.
L’abbaye résiste à un dernier assaut, pendant la guerre civile anglaise, quand Oliver Cromwell bombarde l’abbaye. Des marques sont toujours visibles dans les murs de l’édifice.
En 1610, une partie de l’église de l’abbaye est convertie en église paroissiale pour la ville alentour, jusqu’en 1810 où une nouvelle église est construite dans Melrose même.
En 1996, des fouilles archéologiques révèlent un coffret de plomb de forme conique avec une plaque en cuivre portant la mention « Ce coffret de plomb contenant un cœur a été trouvé sous le chapitre en mars 1921 ». Le coffret n’a pas été ouvert, mais on suppose qu’il s’agit du cœur de Robert Bruce, aucun autre cœur ayant été enterré n’étant mentionné dans les archives. Le coffret a été enterré de nouveau dans l’abbaye le 22 juin 1998. Une stèle a été inaugurée le 24 juin de la même année sur le site abritant le coffret.

## Liste des abbés de Melrose
- Richard, 1136-1148
- saint Waltheof, 1148-1159
- William, 1159-1170
- Jocelin, 1170-1174
- Laurence, 1175-1178
- Ernald, 1179-1189
- Reiner, 1189-94
- Radulf (I), 1194-1202
- William, 1202-1206
- Patrick, 1206-1207
- Adam de Melrose, 1207-1213
- Hugh de Clipstone, 1214-1215
- William de Courcy, 1215-1216
- Radulf II, 1216-1219
- Adam de Harkarres, 1219-46
- Matthew, 1246-1261
- Adam of Maxton, 1261-1267
- John de Edrom (ou Ederham), 1267-1268
- Robert de Keldeleth, 1269-1273
- Patrick de Selkirk, 1273-96
- Au moins une personne avait le poste d'abbé entre 1296 et 1310, mais il est impossible de savoir qui en raison des guerres.
- William de Fogo, 1310-1329
- Thomas de Soutra, 1333 x 1335-x1342
- William de St Andrews, 1342-1376
- Gilbert de Roxburgh, 1391-1392
- David Benyng (ou Binning), 1394-1422
- John Fogo, 1425-1434
- Richard Londy (ou Lundy), 1440-1444
- Andrew Hunter, 1444-1465
- Robert Blackadder, 1471-1483
- Richard Lamb, 1472-1483
- John Brown (ouCarnecorss), 1483-1486
- Mort après son élection, nom inconnu.
- David Brown, 1486-1507/10
- Robert Betoun, 1507/10-1521 x 1524
- John Maxwell, 1524-1526
- Andrew Durie, 1525-1541

Abbés commendataires
- James Stewart, 1535-1557
- Louis de Guise, 1559-1564
- Michael Balfour, 1564-1568
- James Douglas of Lochleven, 1569-1620